# Marija Gerassimowna Pissarewa
Marija Gerassimowna Pissarewa (russisch Мария Герасимовна Писарева, engl. Transkription Mariya Pisareva, verheiratete Григалка – Grigalka; * 19. April 1933 in Moskau; † 10. Dezember 2023) war eine sowjetische Hochspringerin.

## Leben und Karriere
Ihre persönliche Bestleistung von 1,70 m stellte sie am 29. Oktober 1956 in Taschkent auf. Einen Monat später gewann sie bei den Olympischen Spielen in Melbourne mit 1,67 m gemeinsam mit der Britin Thelma Hopkins die Silbermedaille hinter Mildred McDaniel aus den USA, die mit 1,76 m einen Weltrekord aufstellte.
Marija Pissarewa startete für Zenit Moskau. Später heiratete sie den Diskuswerfer und Kugelstoßer Oto Grigalka. Pissarewa starb im Dezember 2023 im Alter von 90 Jahren.